# Eckard Leichner
Eckard Leichner (auch Eccard Leichner; * 15. Januar 1612 in Salzungen; † 29. August 1690 in Erfurt) war ein deutscher Mediziner und Hochschullehrer.

## Leben
Leichner besuchte die Gymnasien von Eisenach und Coburg, bevor er sich 1631 an der Universität Straßburg immatrikulierte. Dort studierte er bis 1633 Theologie und anschließend Medizin. 1636 kam er an die Universität Jena. Ab 1638 war er als praktischer Arzt zunächst in Weimar, dann in Sondershausen und Nordhausen tätig, bevor er 1640 Physikus in Ohrdruf wurde. Seine Promotion zum Dr. med. erfolgte am 29. Oktober 1643 an der Universität in Jena.
Leichner kam 1644 an die Medizinische Fakultät der Universität Erfurt, an der er 1648 ordentlicher Professor der Medizin wurde. Ab 1658 war er außerdem Stadtphysicus von Erfurt. Leichner galt als streitbarer Wissenschaftler, der einen Teil seiner Schriften auf eigene Kosten drucken lassen musste, da er für diese keine Verleger mehr fand. Neben seinem Wirken als Mediziner wollte er auch den Unterricht in Logik sowohl an den Gymnasien als auch an den Universitäten einer Reform unterziehen. Hierzu veröffentlichte er zwischen 1652 und 1687 16 Schriften.

## Werke (Auswahl)
- De Generatione, Spangenberg, Erfurt 1648.
- De philosophica scholarum emendatione isagogicon, Brickner, Erfurt 1652.
- Tirocinium Analyticum, seu Verae Logices Prima quaeque Elementa, Erfurt 1666.
- De Cordis Palpitatione, Hertz, Erfurt 1686.